# Paratettix villiersi
Paratettix villiersi är en insektsart som beskrevs av Günther, K. 1979. Paratettix villiersi ingår i släktet Paratettix och familjen torngräshoppor. Inga underarter finns listade i Catalogue of Life.